# Taça de Portugal de Futsal Feminino de 2013–14
A edição da Taça de Portugal de Futsal Feminino referente à época de 2013/2014 decorreu entre 26 de Outubro de 2013 - 1ª Eliminatória - e 4 de Maio de 2014, data em que se disputou a final a qual teve lugar no Pavilhão Dr. Salvador Machado, Oliveira de Azeméis.

## Taça de Portugal de Futsal 2013/2014

### Final
| Final                          | Final |
| ------------------------------ | ----- |
| SL Benfica – Quinta dos Lombos | 5 – 0 |

### Meias-Finais
| Leões Porto Salvo - SL Benfica | 2 – 6 |  | Quinta dos Lombos - Estrelas do Feijó | 2 – 0 |

### Quartos-de-Final
| Quartos-de-Final                | Quartos-de-Final | Quartos-de-Final | Quartos-de-Final                      | Quartos-de-Final |
| ------------------------------- | ---------------- | ---------------- | ------------------------------------- | ---------------- |
| Santa Luzia - Estrelas do Feijó | 1 – 3            |                  | SL Benfica - Restauradores Avintenses | 4 – 0            |
| Leões Porto Salvo - CCD Veiros  | 3 – 2 (a.p.)     |                  | Sporting CP - Quinta dos Lombos       | 0 – 3            |

### Oitavos-de-Final
| Oitavos-de-Final                    | Oitavos-de-Final | Oitavos-de-Final | Oitavos-de-Final                  | Oitavos-de-Final |
| ----------------------------------- | ---------------- | ---------------- | --------------------------------- | ---------------- |
| Sporting CP - Ourentã               | 6 – 1            |                  | Caranguejeira - Estrelas do Feijó | 1 – 3            |
| AA Universidade Évora - Santa Luzia | 0 – 1            |                  | FC Vermoim - Quinta dos Lombos    | 0 – 4            |
| Novasemente - SL Benfica            | 1 – 4            |                  | CCD Veiros - Padernense           | 6 – 4 (a.p.)     |
| Leões Porto Salvo - ARJ Mogege      | 5 – 2            |                  | Ossela - Restauradores Avintenses | 3 – 6            |

### 1/16 de Final
| 1/16 de Final                                     | 1/16 de Final       | 1/16 de Final | 1/16 de Final                            | 1/16 de Final |
| ------------------------------------------------- | ------------------- | ------------- | ---------------------------------------- | ------------- |
| Deucriste SC - Ourentã                            | 1 – 7               |               | Póvoa Futsal - CCD Veiros                | 1 – 2         |
| Machados - Caranguejeira                          | 1 – 6               |               | AA Universidade Évora - Arneiros         | 3 – 2         |
| Novasemente - Diogo Cão                           | 3 – 1               |               | Golpilheira - ARJ Mogege                 | 1 – 5         |
| Santa Iria - Padernense                           | 2 – 3               |               | Fazendense - Estrelas do Feijó           | 4 – 6         |
| FC Vermoim - Louriçal                             | 2 – 1               |               | S. Salvador do Campo - Quinta dos Lombos | 0 – 8         |
| Nun´Álvares - SL Benfica                          | 0 – 9               |               | VC Santarém - Santa Luzia                | 3 – 5         |
| CD Juventude São Pedro - Restauradores Avintenses | 1 – 11              |               | Leões Porto Salvo - Fátima               | 6 – 4 (a.p.)  |
| Sporting CP - EDCG                                | 4 – 4, (4 – 3) g.p. |               | Ossela - SC Canidelo                     | 2 – 1         |

### 3ª Eliminatória
| 3ª Eliminatória                       | 3ª Eliminatória | 3ª Eliminatória | 3ª Eliminatória                         | 3ª Eliminatória |
| ------------------------------------- | --------------- | --------------- | --------------------------------------- | --------------- |
| AA Universidade Évora - AD Serpinense | 4 – 3           |                 | Caranguejeira - ACD Che Lagoense        | 3 – 2           |
| Deucriste SC - GD Ilha                | 4 – 3           |                 | NJ Proença-a-Nova - Machados            | 3 – 5           |
| Sporting CP - CPR Pocariça            | 5 – 2           |                 | CF Santa Clara - CD Juventude São Pedro | 2 – 3           |
| Barbus Futsal - S. Salvador do Campo  | 1 – 5           |                 | VC Santarém - ARDC Geração Lendária     | 7 – 0           |
| Arneiros - CADE                       | 4 – 1           |                 | Póvoa Futsal - Penedono                 | 4 – 1           |
| Ossela - Unidos da Estação            | 6 – 0           |                 | SC Samouco - Santa Iria                 | 3 – 4           |
| AMUPB Futsal Clube - Fazendense       | 0 – 8           |                 | Leões Porto Salvo - ACD Castanheira     | 9 – 0           |
| Técnico - SC Canidelo                 | 1 – 2           |                 | Caneças - Nun´Álvares                   | 4 – 6           |

### 2ª Eliminatória
| 2ª Eliminatória                       | 2ª Eliminatória | 2ª Eliminatória | 2ª Eliminatória                       | 2ª Eliminatória |
| ------------------------------------- | --------------- | --------------- | ------------------------------------- | --------------- |
| Tabuense - S. Salvador do Campo       | 0 – 12          |                 | VC Santarém - Posto Santo             | 6 – 4           |
| Penedono - Oliv. Frades               | 10 – 2          |                 | Futsal Campo - AD Serpinense          | 0 – 5           |
| Caneças - NS Vendas Novas             | 4 – 0           |                 | Santa Iria - Portomosense             | 4 – 1           |
| AC Vilarinho - CD Juventude São Pedro | 2 – 5           |                 | ARDC Geração Lendária - ARCA (Águeda) | 4 – 1           |
| Nova Morada - Leões Porto Salvo       | 3 – 8           |                 | Fazendense - Novos Talentos           | 1 – 0           |
| Mucifalense - Caranguejeira           | 2 – 4           |                 | Sporting CP - Del Negro               | 5 – 2           |
| PARC-Pindelo - CF Santa Clara         | 2 – 8           |                 | União 21 - AMUPB Futsal Clube         | 1 – 3           |
| Deucriste SC - Pioneiros Bragança     | 3 – 2           |                 |                                       |                 |

### 1ª Eliminatória
| 1ª Eliminatória                           | 1ª Eliminatória | 1ª Eliminatória | 1ª Eliminatória                      | 1ª Eliminatória |
| ----------------------------------------- | --------------- | --------------- | ------------------------------------ | --------------- |
| Barbus Futsal - SC Barbarense             | 9 – 1           |                 | Portalegrense - CADE                 | 1 – 3           |
| NJ Proença-a-Nova - Juventude Castanheira | 7 – 5           |                 | Unidos da Estação - AJEDC Tocha      | 5 – 0           |
| NS Sesimbra - AA Universidade Évora       | 1 – 4           |                 | Martingança - Técnico                | 1 – 10          |
| Murches - ACD Che Lagoense                | 1 – 4           |                 | CHECUL Quarteira - Nova Morada       | 3 – 5           |
| ACD Castanheira - Hóquei Flaviense        | 6 – 1           |                 | CB Alcochete - CPR Pocariça          | 2 – 4           |
| CB Mortagua - SC Canidelo                 | 0 – 14          |                 | Póvoa Futsal - Lusitânia Lourosa     | 3 – 2           |
| Nun´Álvares - ARA                         | 10 – 1          |                 | Arneiros - GDCR Escolas de Arreigada | 8 – 0           |
| GD Ilha - Associação Soujovem             | 2 – 1           |                 | SC Samouco - Almansor FC             | 3 – 1           |
| Machados - Alcáçovas AC                   | 9 – 0           |                 | Carreirense - Fazendense             | 0 – 11          |
| Rio Ave - Ossela                          | 0 – 4           |                 |                                      |                 |